# Нойфра
Нойфра (нем. Neufra) — община в Германии, в земле Баден-Вюртемберг. 
Подчиняется административному округу Тюбинген. Входит в состав района Зигмаринген.  Население составляет 1866 человек (на 31 декабря 2010 года). Занимает площадь 28,39 км².
Коммуна подразделяется на 2 сельских округа — Фройденвайлер и собственно Нойфра.